# Der Teufel und seine Großmutter

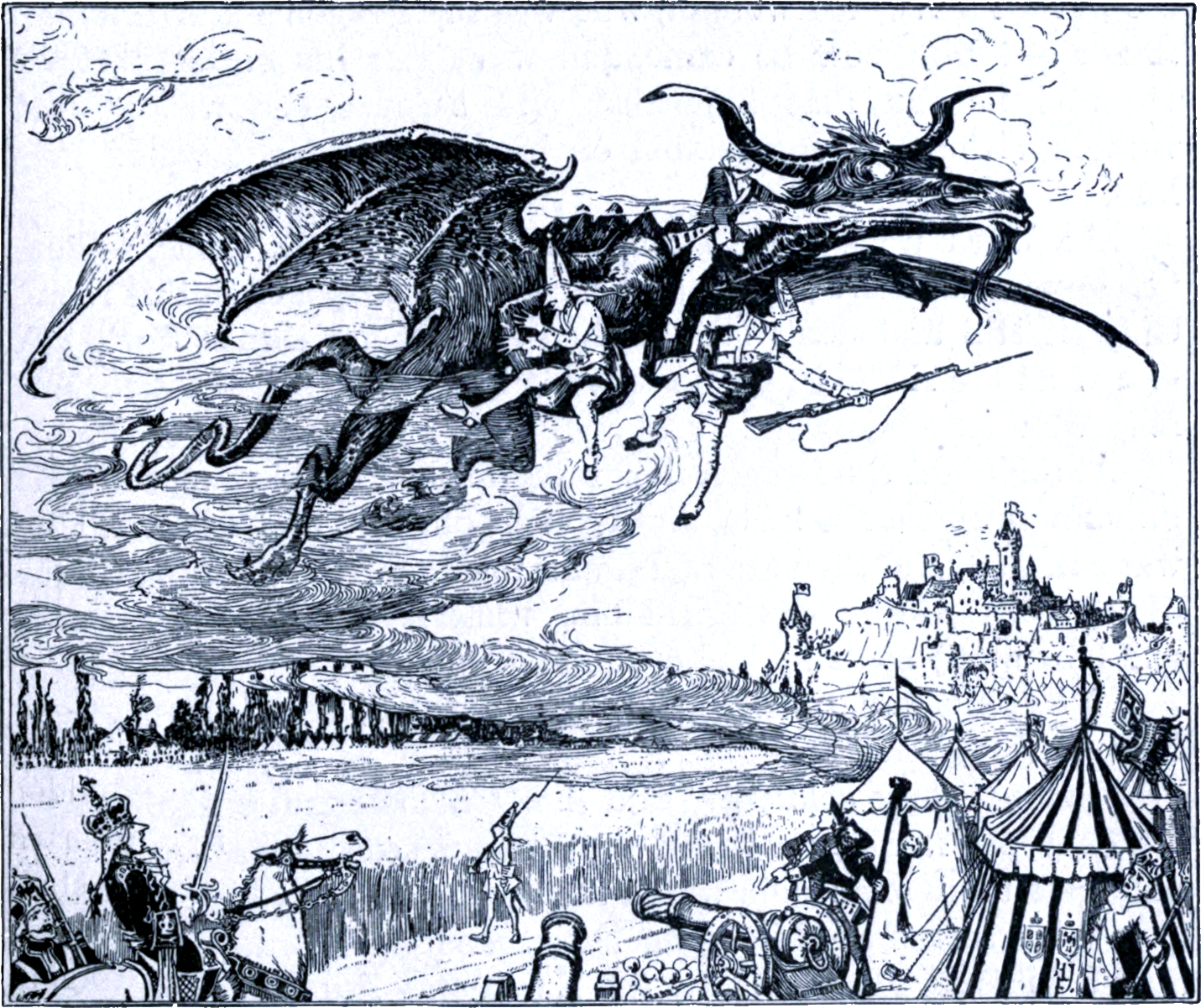
Illustration von Henry Justice Ford, 1894

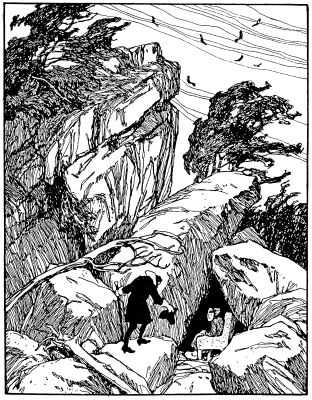
Illustration von Otto Ubbelohde, 1909

Der Teufel und seine Großmutter ist ein Märchen (ATU 812). Es steht in den Kinder- und Hausmärchen der Brüder Grimm an Stelle 125 (KHM 125).

## Inhalt
Drei schlecht bezahlte Soldaten desertieren und verstecken sich im Korn. Doch das Heer umzingelt das Feld, bis sie fürchten zu verhungern. Da trägt sie ein Drache hinaus. Der Teufel gibt ihnen eine kleine Peitsche, die Geld macht. Dafür sollen sie nach sieben Jahren ihm gehören, wenn sie nicht ein Rätsel lösen können. Sie leben im Überfluss, aber tun nichts Böses. Schließlich bekommen zwei Angst, sie könnten das Rätsel nicht lösen, doch einer ist sorglos und geht auf Rat einer alten Frau zu einem Steinhaus im Wald. Dort versteckt ihn des Teufels Großmutter, während sie den Teufel über das Rätsel aushorcht: „In der großen Nordsee liegt eine tote Meerkatze, das soll ihr Braten sein; und von einem Walfisch die Rippe, das soll ihr silberner Löffel sein; und ein alter hohler Pferdefuß, das soll ihr Weinglas sein.“ Der Soldat erzählt es den anderen. Sie stehen dem Teufel Rede und Antwort und dürfen auch die Peitsche behalten.

## Herkunft

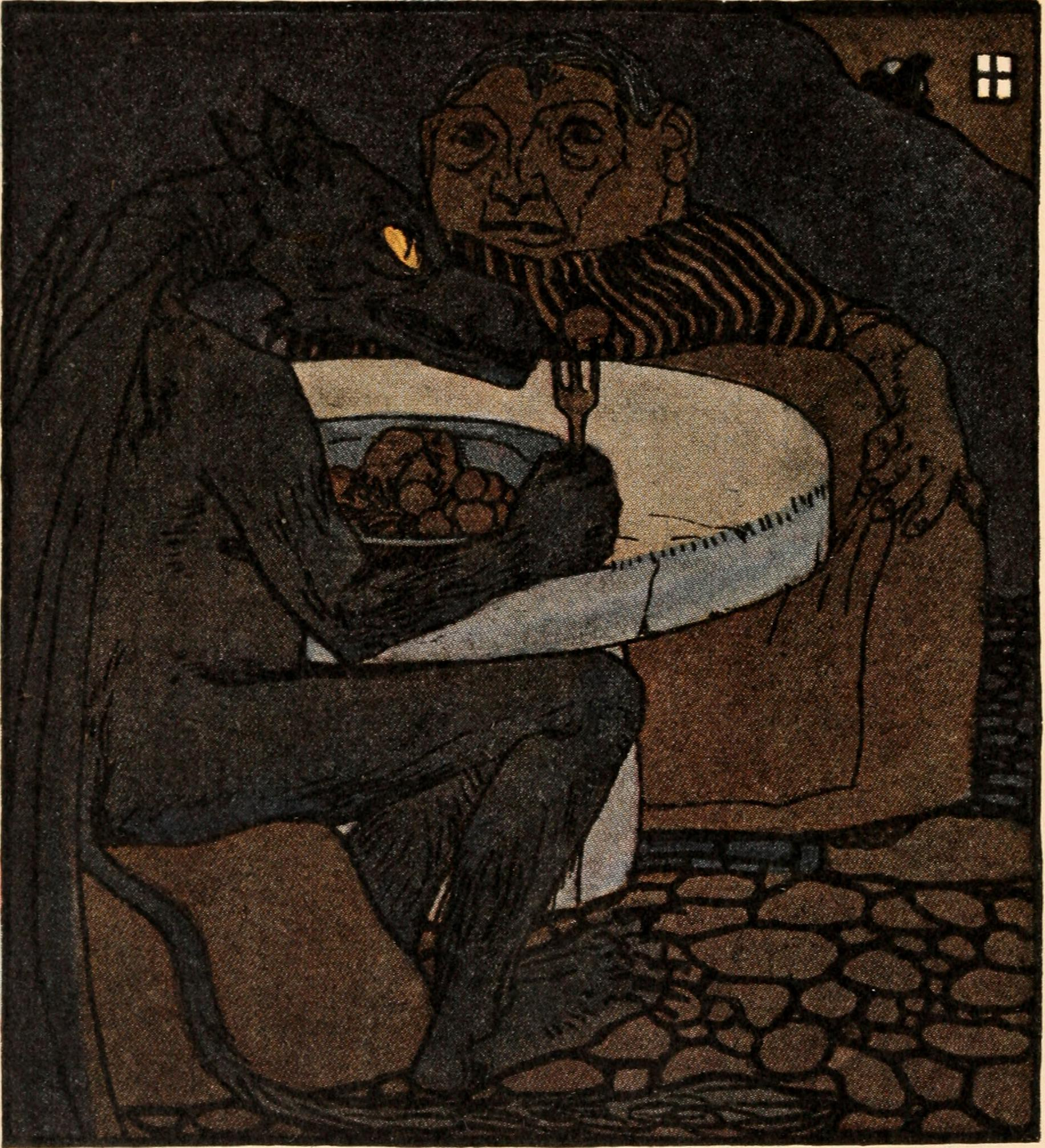
Bild von Albert Weisgerber aus Kinder- und Hausmärchen nach Sammlung der Brüder Grimm (Gerlach's Jugendbücherei).

Grimms Anmerkung notiert „Aus Zwehrn“ (von Dorothea Viehmann) und liefert eine Variante „aus Deutschböhmen“: Einer der drei Soldaten flucht unter einem Birnbaum „ich wollte, daß uns der Teufel holte!“ Der kommt und schließt den Vertrag. Sie dürfen um die Hölle spazieren gehen, bis er nach einem Jahr seine Rätsel stellt. Der Soldat, dem die zwei anderen seinen Leichtsinn vorwerfen, belauscht von einem Birnbaum aus, wie der Teufel den Luzifer beruhigt, was für schwere Rätsel er hat: Ein gutes Tuch, ein schönes Pferd und ein Goldbecher, die aber eine stinkende Bockshaut, ein Ziegenbock und ein Pechbecher sind. Der Soldat rät es, und der Teufel muss Geld an den Ort des Vertragsschlusses bringen. Die Brüder Grimm nennen dazu Pröhles „Kinderm. Nr. 19“, KHM 29 Der Teufel mit den drei goldenen Haaren, KHM 55 Rumpelstilzchen und den „Fischer in der Hervarar Saga S. 182.“ Die Peitsche sei eine bei Gold anschlagende Wünschelrute. Besonders das Rätsel scheine nordisch, das Verstecken durch die Riesin „ein alter Zug (s. Hymisquida Str. 8 Anmerk. 20).“
Als Vorbild solch unlösbarer Rätsel gilt die Legenda aurea zu St. Andreas (23–25), er soll Gottes größtes Wunder raten, und weiß: Kein Mensch gleicht dem anderen. Dass der Soldat sagt, „ich bin nicht auf den Kopf gefallen“, wurde zur 6. Auflage eingefügt und könnte aus Johann Michael Sailers Sprichwortsammlung Die Weisheit auf der Gasse stammen, die die Brüder Grimm kannten (vgl. KHM 104 Die klugen Leute).
Wie Lutz Röhrich bemerkt, tritt nur in Märchen der Teufel derart vermenschlicht auf, und ein Pakt mit ihm macht den Helden doch nicht böse. Sehr ähnlich sind KHM 29 Der Teufel mit den drei goldenen Haaren, KHM 165 Der Vogel Greif. Vgl. in Giambattista Basiles Pentameron II,2 Verde Prato, IV,6 Die drei Kronen, IV,8 Die sieben Täublein, V,2 Die Monate, V,9 Die drei Zitronen. Vgl. zum Rätsel auch Das weiße Hemd, das schwere Schwert und der goldene Ring in Johann Wilhelm Wolfs Deutsche Hausmärchen.

## Rezeptionen
Ludwig Bechstein greift Teufels Großmutter auf in Der Teufel ist los oder das Märlein, wie der Teufel den Branntwein erfand, Gevatter Tod, Die drei dummen Teufel. Von des Teufels Familie ist auch in Die Sieben Schwaben die Rede.
Laut englischer Wikipedia inspirierte das Märchen Mike Mignola zu dem Comic Hellboy in Hell.

## Zeichentrickserie
- Gurimu Meisaku Gekijō, japanische Zeichentrickserie 1987, Folge 21: Der Teufel und sein Großvater.